# Internationale Filmfestspiele von Cannes 1976
Die 29. Internationalen Filmfestspiele von Cannes 1976 fanden vom 13. Mai bis zum 28. Mai 1976 statt.

## Wettbewerb
Im Wettbewerb des diesjährigen Festivals wurden folgende Filme gezeigt:
| Filmtitel                                       | Regisseur        | Produktionsland         | Darsteller (Auswahl)                                     |
| Actas de Marusia                                | Miguel Littín    | Mexiko                  |                                                          |
| Babatou – Die drei Ratschläge                   | Jean Rouch       | Nigeria                 |                                                          |
| Bugsy Malone                                    | Alan Parker      | Großbritannien          | Scott Baio, Jodie Foster                                 |
| Catch Ferrari                                   | Jerry Schatzberg | USA                     | Stockard Channing, Sam Waterston                         |
| Un enfant dans la foule                         | Gérard Blain     | Frankreich              |                                                          |
| Das Erbe der Ferramonti                         | Mauro Bolognini  | Italien                 | Anthony Quinn, Fabio Testi, Dominique Sanda              |
| Frau Dery, wohin gehen Sie?                     | Gyula Maár       | Ungarn                  | Mari Törõcsik                                            |
| La griffe et la dent                            | François Bel     | Frankreich              |                                                          |
| Die große Orgie                                 | Miklós Jancsó    | Italien, Jugoslawien    | Laura Betti                                              |
| Ein Haar in der Suppe                           | Paul Mazursky    | USA                     | Lenny Baker, Shelley Winters, Christopher Walken         |
| Im Lauf der Zeit                                | Wim Wenders      | Deutschland             | Rüdiger Vogler, Hanns Zischler, Lisa Kreuzer             |
| Leben und Tod des Pascual Duarte                | Ricardo Franco   | Spanien                 | José Luis Gómez                                          |
| Die Marquise von O.                             | Éric Rohmer      | Deutschland, Frankreich | Edith Clever, Bruno Ganz, Peter Lühr                     |
| Der Mieter                                      | Roman Polański   | Frankreich, USA         | Roman Polański, Isabelle Adjani, Melvyn Douglas          |
| Monsieur Klein                                  | Joseph Losey     | Frankreich, Italien     | Alain Delon, Jeanne Moreau                               |
| Nishant                                         | Shyam Benegal    | Indien                  | Shabana Azmi, Amrish Puri, Smita Patil, Naseeruddin Shah |
| Schatten der Engel                              | Daniel Schmid    | Schweiz, Deutschland    | Ingrid Caven, Rainer Werner Fassbinder, Klaus Löwitsch   |
| Die Schmutzigen, die Häßlichen und die Gemeinen | Ettore Scola     | Italien                 | Nino Manfredi                                            |
| Taxi Driver*                                    | Martin Scorsese  | USA                     | Robert De Niro, Cybill Shepherd, Jodie Foster            |
| Züchte Raben…                                   | Carlos Saura     | Spanien                 | Geraldine Chaplin                                        |

* = Goldene Palme

## Internationale Jury
Der US-amerikanische Dramatiker Tennessee Williams war in diesem Jahr Jurypräsident. Er stand folgender Jury vor: Jean Carzou, Mario Cecchi Gori, Constantin Costa-Gavras, András Kovács, Lorenzo Lopez Sancho, Charlotte Rampling, Georges Schehadé und Mario Vargas Llosa.

## Preisträger
- Goldene Palme: Taxi Driver
- Großer Preis der Jury: Die Marquise von O. und Züchte Raben…
- Bester Schauspieler: José Luis Gómez in Leben und Tod des Pascual Duarte
- Beste Schauspielerin: Dominique Sanda in Das Erbe der Ferramonti und Mari Törõcsik in Frau Dery, wohin gehen Sie?
- Bester Regisseur: Ettore Scola für Die Schmutzigen, die Häßlichen und die Gemeinen

## Weitere Preise
- FIPRESCI-Preis: Im Lauf der Zeit
- FIPRESCI-Preis in der Parallel Sektion: Der starke Ferdinand
- Technikpreis: La griffe et la dent